# Promiscuidad enzimática
La promiscuidad enzimática es una propiedad que la mayoría de las enzimas posee, ya que resulta esencial para la evolución de nuevas funciones enzimáticas.
Las enzimas son catalizadores remarcablemente específicos, pero con frecuencia poseen otras actividades que pueden ser cuantitativamente muy pequeñas y por lo tanto encontrarse en condiciones naturales bajo selección neutra. A estas actividades secundarias se las llama actividades promiscuas.
A pesar de que en condiciones ordinarias estas actividades promiscuas pueden ser fisiológicamente irrelevantes, bajo nuevas presiones selectivas estas actividades pueden conferir una ventaja adaptativa, la cual en algún momento puede iniciar la evolución de esta actividad promiscua para convertirse en la nueva actividad principal de la enzima. Un ejemplo de este tipo de evolución es la enzima atrazina clorohidrolasa (codificada por el gen atzA) de Pseudomonas spp. cepa ADP la cual evolucionó a partir de la enzima melamina deaminasa (codificada por el gen triA), la cual tenía una muy pequeña actividad promiscua hacia al atrazina, un herbicida fabricado por el hombre.

## Introducción
Las enzimas han evolucionado para catalizar una reacción química en particular con un determinado sustrato de modo de obtener una alta eficiencia catalítica (kcat/KM, cf. ver cinética de Michaelis–Menten). Pero además de esta actividad principal, las enzimas poseen otras actividades que por lo general son varios órdenes de magnitud más pequeñas, que no resultaron como producto de una selección evolutiva y que por lo tanto no toman parte en la fisiología normal del organismo.
Este fenómeno permite adquirir nuevas funciones ya que estas actividades promiscuas pueden conferir una ventaja adaptativa bajo nuevas presiones selectivas, lo que puede conducir a la duplicación del gen y su selección como nueva actividad principal de la enzima.

## Evolución enzimática

### Duplicación y divergencia
Existen varios modelos teóricos para predecir el orden de los eventos de duplicación y especialización, pero el proceso real es bastante más enredado y difuso. Por una parte, la amplificación génica (la duplicación de un gen que codifica para determinada enzima) provoca un aumento en la concentración de la enzima, y en potencia, puede liberarla de una regulación restrictiva; a continuación un aumento en la tasa de reacción (v) de la actividad promiscua puede hacer que su peso fisiológico sea más pronunciado (efecto de dosificación génica). Pero por otro lado, las enzimas pueden evolucionar para incrementar su actividad promiscua con una muy pequeña pérdida de su actividad principal con un conflicto adaptativo muy pequeño, esto se conoce como robustez enzimática.

### Robustez y plasticidad
Un estudio de tres hidrolasas diferentes (paraoxonasa sérica humana (PON1), fosfotriesterasa de Pseudomonas (PTE), y anhidrasa carbónica II humana (CAII)) ha demostrado que la actividad principal de la enzima es resistente o robusta frente al cambio, mientras que la actividad promiscua es más plástica. Específicamente, la selección de una nueva actividad que no es la actividad principal por medio de evolución directa, no implica necesariamente que la actividad principal disminuya (de ahí su robustez), pero afecta en gran medida a las actividades no selectivas (de ahí su plasticidad).
La fosfotriesterasa (PTE) de Pseudomonas diminuta evolucionó para convertirse en una arilesterasa (pasó de ser una hidrolasa P–O a una C–O) en 18 rondas, o eventos evolutivos, ganando un aumento en su especificidad de 109  veces (tasa KM), sin embargo, la mayor parte del cambio ocurrió en las primeras rondas, mientras se retenía la actividad PTE primordial y crecía la actividad arilesterasa, mientras que en las últimas rondas hubo un pequeño cambio entre pérdida de actividad primordial en favor de un pequeño aumento en la actividad arilesterasa.
Esto significa, en primer lugar, que una enzima especializada (monofuncional) evoluciona a través de una etapa generalista (multifuncional), antes de convertirse nuevamente en especialista -presumiblemente luego de una duplicación génica, de acuerdo al modelo IAD-. Y en segundo lugar, que las actividades promiscuas son más plásticas que las actividades principales.

### Enzimas reconstruidas
El ejemplo más reciente y más claro de evolución enzimática es el surgimiento de las enzimas de biorremediación en los últimos 60 años. Debido al bajísimo número de aminoácidos que han cambiado en estas enzimas, proveen un modelo excelente para investigar la evolución enzimática en la naturaleza.
Sin embargo, el uso de enzimas existentes para determinar cómo la familia de enzimas evolucionó tiene el inconveniente de que la enzima recién evolucionada se compara con sus parálogos sin conocer la verdadera identidad del ancestro antes de que los dos genes divergieran. Este problema puede ser resuelto gracias a la reconstrucción ancestral.
Propuesta por primera vez en 1963 por Linus Pauling y Emile Zuckerkandl, la reconstrucción ancestral es la inferencia y la síntesis de un gen ancestral a partir de un grupo de genes, esta técnica ha experimentado nuevos aires gracias a las nuevas técnicas mejoradas de inferencia, y al bajo costo de la síntesis artificial de genes, lo que ha provocado un gran aumento en la cantidad de enzimas ancestrales "replicadas" por alguien—para ser estudiadas.
La evidencia obtenida de la reconstrucción de enzimas sugiere que el orden de los eventos por los cuales la nueva actividad aumenta y el gen se duplica no presenta una delimitación tan clara como sugieren los modelos teóricos de evolución de genes.
Un estudio muestra que el gen ancestral de la familia de las proteasas que participan en la defensa inmune de mamíferos poseía una especificidad mucho más amplia y una eficiencia catalítica mayor a cualquiera de sus parálogos contemporáneos, mientras que otro estudio muestra que el receptor de esteroides ancestral de los vertebrados fue un receptor de oestrógenos con una ambigüedad de sustrato muy pequeña para otras hormonas -indicando que, probablemente, esas hormonas no se sintetizaban en aquel tiempo.
Esta variabilidad de la especificidad ancestral no solo ha sido observada entre diferentes genes, sino también dentro de la misma familia de genes.
A la luz del gran número de genes parálogos de la α-glucosidasa fúngica con un gran número de especificidades de sustrato similares a la maltosa (maltosa, turanosa, maltotriosa, maltulosa y sucrosa) y a la isomaltosa (isomaltosa y palatinosa), un estudio reconstruyó todos los ancestros claves y halló que el último ancestro común de todos estos parálogos tenía una actividad principal en sustratos similares a la maltosa, con apenas una actividad traza para azúcares similares a la isomaltosa, esto a pesar de originar un linaje de glucosidasas isomaltosa y un linaje que posteriormente se separó en glucosidasas maltosa y glucosidasas isomaltosa. Antitéticamente, el ancestro antes de esta separación posterior poseía una actividad glucosidasa más pronunciada hacia sustratos similares a la isomaltosa.

## Metabolismo primordial
En 1976 Roy Jensen teorizó que las enzimas primordiales deberían haber sido altamente promiscuas para establecer redes metabólicas ensambladas en forma de patchwork (de ahí su nombre el modelo de patchwork). Esta versatilidad catalítica primordial se perdió posteriormente en favor de enzimas ortólogas altamente especializadas. Como resultado, muchas enzimas centrales del metabolismo poseen homólogos estructurales que divergieron antes de la aparición del último ancestro universal.

## Distribución
La promiscuidad enzimática, sin embargo, no es solo una característica primordial; de hecho es una propiedad muy extendida en los genomas modernos.
Se han llevado a cabo una serie de experimentos para evaluar la distribución de actividades enzimáticas promiscuas en E. coli.
En E. coli se evaluaron 104 cepas cada una knockout para un único gen. En esta bacteria 21 de las 104 cepas knockout evaluadas (de la colección Keion) pudieron ser rescatadas por la sobreexpresión de una proteína de E. coli no relacionada (utilizando un grupo de plásmidos de la colección ASKA).
Los mecanismos por los cuales los ORFs no relacionados pudieron rescatar a las cepas knockout pueden ser agrupados en ocho categorías:
1. Sobreexpresión de isoenzimas (homólogas).
2. Ambigüedad de sustrato.
3. Ambigüedad de transporte (scavenging)
4. Promiscuidad catalítica.
5. Mantenimiento del flujo metabólico (incluyendo la sobreexpresión de la subunidad mayor de una sintasa en ausencia del dominio aminotransferasa)
6. Puenteo metabólico
7. Mecanismos regulatorios
8. Mecanismos desconocidos.

En forma similar, la sobreexpresión de la colección de ORFs permitió a E. coli ganar más de un orden de magnitud en cuanto a la resistencia a 86 de 237 ambientes tóxicos.

## Homología
Las enzimas homólogas son a veces conocidas por mostrar un cierto grado de promiscuidad hacia las reacciones principales de otras homólogas.
Esta promiscuidad cruzada ha sido mayormente estudiada en miembros de la superfamilia de la fosfatasa alcalina (FAL), las cuales catalizan la hidrólisis de ésteres sulfato, fosfonato, monofosfato, difosfato o trifosfato en diversos compuestos. a pesar de su divergencia los homólogos muestran un grado variable de promiscuidad recíproca: la diferencia en la promiscuidad depende de los mecanismos involucrados, particularmente en el intermediario requerido.

## Grados de promiscuidad
Las enzimas se encuentran generalmente en un estado de compromiso no solo entre estabilidad y eficiencia catalítica, sino también entre especificidad y evolutibilidad, estos dos últimos dictan cuando una enzima es generalista (altamente evolucionable debido a una gran promiscuidad, pero con una actividad principal baja), o especialista (una alta actividad principal, pero pobre evolutibilidad debida a su baja promiscuidad). Algunos ejemplos de estas enzimas son las responsables del metabolismo primario y secundario en plantas (§ metabolismo secundario en plantas más abajo). Otros factores pueden entrar en juego, por ejemplo la glicofosfodiesterasa (gpdQ) de Enterobacter aerogenes muestra diferentes valores de promiscuidad enzimática dependiendo de los dos iones metálicos a los cuales se une, los cuales a su vez dependen de la disponibilidad iónica.
En algunos casos la promiscuidad puede incrementarse por la relajación de la especificidad del sitio activo aumentando su tamaño por medio de una única mutación como es el caso de la E. coli mutante D297G para la enzima L-Ala-D/L-Glu epimerasa (ycjG) y la mutante E323G de la enzima lactonizante II pseudomonal, permitiéndole catalizar promiscuamente la actividad O-succinilbenzoato sintasa (menC). Y a la inversa, la promiscuidad puede ser disminuida como es el caso de la γ-humuleno sintasa (una sintasa de sesquiterpenos) de Abies grandis, la cual es conocida por producir 52 diferentes sesquiterpenos a partir del difosfato de farnesilo luego de varias mutaciones.
Estudios realizados en enzimas de especificidad amplia -no promiscuas, aunque conceptualmente se encuentran relacionadas- tales como la tripsina de mamíferos y la quimotripsina, y la isopropilmalato isomerasa bifuncional / homoaconitasa de Pyrococcus horikoshii han revelado que la movilidad de bucles en el sitio activo contribuyen sustancialmente a la elasticidad catalítica de la enzima.

### Toxicidad
Una actividad promiscua es una actividad no nativa, que la enzima no evolucionó para hacer, pero que surge debido a una acomodación conformacional del sito activo. Sin embargo, la actividad principal de la enzima es el resultado no solo de la selección hacia un aumento en la actividad catalítica hacia un sustrato particular para producir un producto en particular, sino también en dirección a evitar la producción de productos tóxicos o innecesarios. Por ejemplo, si una ARNt sintasa cargara un aminoácido incorrecto a una molécula de ARN, el péptido resultante podría tener unas propiedades inesperadamente alteradas, por lo tanto, para aumentar la fidelidad se encuentran presentes varios dominios adicionales. Con una actividad similar a las ARNt sintasas, la primera subunidad de la tirocidina sintasa (tyrA) de Bacillus brevis cataliza la adenilación de una molécula de fenilalanina con el objetivo de utilizar el resto adenil como un mecanismo para producir tirocidina, un péptido no ribosomal cíclico. Cuando se probó la especificidad de la enzima, se encontró que era altamente selectiva contra aminoácidos naturales diferentes de la fenilalanina, pero mucho más tolerante hacia algunos aminoácidos no naturales. Específicamente, la mayor parte de los aminoácidos no resultaron catalizados, mientras que el siguiente aminoácido natural en afinidad fue la tirosina, estructuralmente muy similar a la fenilalanina; pero con un milésimo de la actividad frente a la fenilalanina, mientras que varios aminoácidos no proteinogénicos resultaron catalizados con más facilidad que la tirosina, por nombrar a algunos la  D-fenilalanina, β-ciclohexil-L-alanina, 4-amino-L-fenilalanina y L-norleucina.
Un caso particular de actividad secundaria la presentan las polimerasas y endonucleasas de restricción, en las cuales una actividad incorrecta es el resultado del compromiso entre fidelidad y evolutibilidad. Por ejemplo, para las endonucleasas de restricción una actividad incorrecta (actividad star) a menudo resulta letal para el organismo, pero es necesaria en una pequeña cantidad para permitir la evolución nuevas funciones para combatir a nuevos patógenos.

### Metabolismo secundario en plantas

Las antocianinas (en el gráfico se muestra la delfidina) confieren a las plantas, y en particular a sus flores, una enorme variedad de colores con los que atraen a los polinizadores. Estas son un ejemplo típico de un metabolito secundario de las plantas.

Las plantas producen un enorme número de metabolitos secundarios gracias a enzimas que, a diferencia de aquellas involucradas en el metabolismo primario, son menos eficientes desde el punto de vista catalítico, pero que poseen una mayor elasticidad mecanística, y unas especificidades más amplias. El umbral de deriva liberal causado por la baja presión selectiva debido al pequeño tamaño de la población, permite que un aumento en la aptitud frente a uno de los productos permita mantener las otras actividades incluso aunque resulten fisiológicamente inútiles.

## Biocatálisis
Para llevar a cabo reacciones de biocatálisis, se buscan muchas reacciones que no se encuentran presentes en la naturaleza. Para conseguir esto, se hace uso de enzimas que tienen una pequeña actividad promiscua hacia la actividad buscada, y se las obliga a evolucionar por medio de evolución dirigida o diseño racional.
Un ejemplo de una enzima comúnmente utilizada es la transaminasa-ω, la cual es capaz de reemplazar una cetona con una amina quiral, como resultado se han desarrollado librerías de diferentes homólogos que se encuentran comercialmente disponibles para una rápida bioexplotación (p Ej. Codexis).
Otro ejemplo es la posibilidad de utilizar las actividades promiscuas de la cisteína sintasa (cysM) hacia diferentes nucleófilos para producir aminoácidos no proteinogénicos.

## Drogas y promiscuidad
Pese a que la promiscuidad se estudia principalmente en términos de cinética enzimática, la fijación de drogas y la subsecuente reacción puede considerarse una actividad promiscua toda vez que la enzima catalice una reacción frente a un sustrato que no había evolucionado para catalizar.
El metabolismo de xenobióticos de los mamíferos, por otra parte, ha evolucionado para desarrollar una amplia especificidad de oxidación, conjugación y eliminación hacia compuestos lipofílicos que podrían resultar tóxicos, tales como los alcaloides de las plantas. La habilidad de detoxificar xenobióticos antropogénicos es una extensión de esto.